# Lyubov Perepelova
Lyubov Perepelova (née le 26 février 1979) est une athlète ouzbèke, spécialiste du sprint. 

## Biographie

### Palmarès
| Date | Compétition          | Lieu      | Résultat | Épreuve   | Performance |
| ---- | -------------------- | --------- | -------- | --------- | ----------- |
| 2000 | Championnats d'Asie  | Djakarta  | 1re      | 100 m     | 11 s 31     |
| 2000 | Championnats d'Asie  | Djakarta  | 2e       | 200 m     | 23 s 30     |
| 2002 | Championnats d'Asie  | Colombo   | 3e       | 100 m     | 11 s 60     |
| 2002 | Championnats d'Asie  | Colombo   | 2e       | 200 m     | 23 s 76     |
| 2002 | Championnats d'Asie  | Colombo   | 2e       | 4 × 100 m | 44 s 85     |
| 2002 | Jeux asiatiques      | Busan     | 2e       | 100 m     | 11 s 38     |
| 2002 | Jeux asiatiques      | Busan     | 3e       | 4 × 100 m | 44 s 32     |
| 2003 | Championnats d'Asie  | Manille   | 1re      | 100 m     | 11 s 43     |
| 2003 | Championnats d'Asie  | Manille   | 1re      | 200 m     | 23 s 11     |
| 2003 | Jeux afro-asiatiques | Hyderabad | 2e       | 100 m     | 11 s 49     |

### Records
| Épreuve    | Performance  | Lieu    | Date        |
| ---------- | ------------ | ------- | ----------- |
| 100 mètres | 11 s 04 (RN) | Bichkek | 3 juin 2000 |
| 200 mètres | 22 s 72      | Bichkek | 4 juin 2000 |